# Marcel Allain
Pour les articles homonymes, voir Allain (homonymie).
Œuvres principales
Fantômas
Marcel Allain, né le 15 septembre 1885 dans le 4e arrondissement de Paris et mort le 25 août 1969 à Saint-Germain-en-Laye est un écrivain français, dont l'œuvre emblématique est la saga feuilletonnesque fondée sur le personnage du criminel masqué Fantômas, créé avec Pierre Souvestre en 1911.

## Biographie

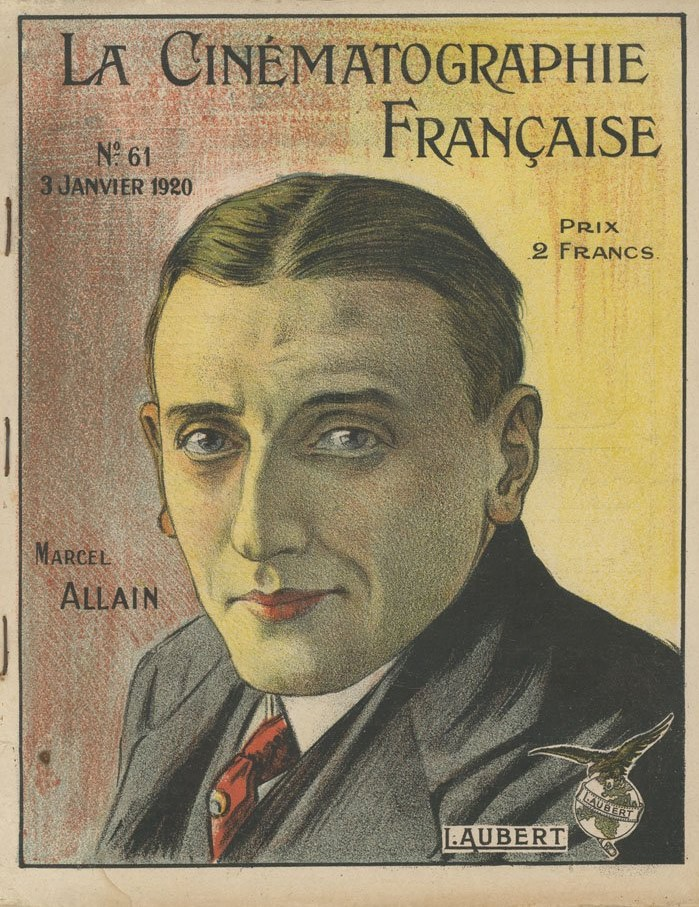
Marcel Allain, vers 1920.

Fils d'un docteur en droit et en médecine, il est juriste de formation, comme beaucoup de romanciers populaires, et bachelier ès Lettres. Il est d'abord engagé comme secrétaire et clerc d'avoué, emplois qu'il abandonne « pour devenir journaliste, ce qui lui vaut d'être mis à la porte par son père ». Il est alors recueilli par Pierre Souvestre, journaliste et écrivain déjà connu. Sous le pseudonyme d'Alain Darcel, il publie un premier roman policier, intitulé Les Mystères du métro (1916), puis devient le prête-plume de Souvestre, avant de cosigner avec lui des pièces de théâtre et des romans. À partir de 1911 il écrit Fantômas, feuilleton populaire en trente-deux volumes. Il continuera la série après la mort de son coauteur - ainsi d'ailleurs que la série Naz-en-l'air comprenant quinze volumes -, tout en se lançant dans ses propres créations.
Ses récits sont fondés sur un modèle sériel à héros récurrent, héritage des romans-feuilletons du XIXe siècle, à la suite de Paul Féval ou Ponson du Terrail, chaque volume constituant une histoire complète au rythme frénétique. D'ailleurs, cet aspect excentrique de son œuvre lui attire l'intérêt des surréalistes.
Il a écrit plus de quatre cents autres œuvres relevant de tous les genres du roman populaire (roman sentimental, roman policier, roman d'aventures, anticipation), dont la série de récits d'espionnage ayant pour héros Naz-en-l'air, toujours avec Souvestre, et après la mort de ce dernier, les séries Tigris (1928-1950), Fatala (1930-1931), Miss Téria (1931), Dix heures d'angoisse (1932-1933), Férociâs (1933), Les Drames ignorés (1937-1938), David Dare (1938-1941), Le Commissaire Boulard (1956-1957), dont plusieurs sont écrites en tout ou en partie par les nègres littéraires Emmanuel Clot[réf. incomplète], Edmond Mery, Picart-Armanville... Il s'intéresse aussi au cinéma, aux bandes dessinées, aux techniques nouvelles, dont l'automobile qui le fascine (il était propriétaire d'un garage).
Marcel Allain meurt le 25 août 1969 à Saint-Germain-en-Laye. Selon ses vœux, son inhumation se déroule dans la plus stricte intimité le 29 août au cimetière du Père-Lachaise,.

## Vie privée
Il épouse Henriette Kistler, la compagne de Pierre Souvestre, le 27 septembre 1926. Elle décède en 1956.

## Œuvres

### Romans et nouvelles

#### SérieFantômas
- Fantômas, Fayard, 1911, nouvelleÉcrit avec Pierre Souvestre. Adapté au cinéma
- Juve contre Fantômas, Fayard, 1911, nouvelleÉcrit avec Pierre Souvestre. Adapté au cinéma
- Le Mort qui tue, Fayard, 1911, nouvelleÉcrit avec Pierre Souvestre. Devient Fantômas se venge en 1932.
Adapté au cinéma.
- L'Agent secret, Fayard, 1911, nouvelleÉcrit avec Pierre Souvestre. Devient Une ruse de Fantômas en 1932.
- Un Roi prisonnier de Fantômas, Fayard, 1911, nouvelleÉcrit avec Pierre Souvestre.
- Le Policier apache, Fayard, 1911, nouvelleÉcrit avec Pierre Souvestre. Devient Le Policier… Fantômas en 1932.
Adapté au cinéma sous le titre Fantômas contre Fantômas.
- Le Pendu de Londres, Fayard, 1911, nouvelleÉcrit avec Pierre Souvestre. Devient Aux mains de Fantômas en 1932.
- La Fille de Fantômas, Fayard, 1911, nouvelleÉcrit avec Pierre Souvestre.
- Le Fiacre de nuit, Fayard, 1911, nouvelleÉcrit avec Pierre Souvestre. Devient Le Fiacre de Fantômas en 1932.
- La Main coupée, Fayard, 1911, nouvelleÉcrit avec Pierre Souvestre. Devient Fantômas à Monaco en 1932.
- L'Arrestation, Fayard, 1911, nouvelleÉcrit avec Pierre Souvestre. Devient L'Arrestation de Fantômas en 1933.
- Le Magistrat, Fayard, 1912, nouvelleÉcrit avec Pierre Souvestre. Devient Le Juge Fantômas en 1933.
Adapté au cinéma sous le titre Le Faux Magistrat.
- La Livrée du crime, Fayard, 1912, nouvelleÉcrit avec Pierre Souvestre. Devient La Livrée de Fantômas en 1933.
- La Mort de Juve, Fayard, 1912, nouvelleÉcrit avec Pierre Souvestre. Devient Fantômas tue Juve en 1933.
- L'Évadée de Saint-Lazare, Fayard, 1912, nouvelleÉcrit avec Pierre Souvestre. Devient Fantômas, roi du crime en 1933.
- La Disparition de Fandor, Fayard, 1912, nouvelleÉcrit avec Pierre Souvestre. Devient Fandor contre Fantômas en 1933.
- Le Mariage de Fantômas, Fayard, 1912, nouvelleÉcrit avec Pierre Souvestre.
- L'Assassin de Lady Beltham, Fayard, 1912, nouvelleÉcrit avec Pierre Souvestre. Devient Les Amours de Fantômas en 1933.
- La Guêpe rouge, Fayard, 1912, nouvelleÉcrit avec Pierre Souvestre. Devient Un défi de Fantômas en 1933.
- Les Souliers du mort, Fayard, 1912, nouvelleÉcrit avec Pierre Souvestre. Devient Fantômas rôde en 1933.
- Le Train perdu, Fayard, 1912, nouvelleÉcrit avec Pierre Souvestre. Devient Le Train de Fantômas en 1933.
- Les Amours d'un prince, Fayard, 1912, nouvelleÉcrit avec Pierre Souvestre. Devient Fantômas s'amuse en 1933.
- Le Bouquet tragique, Fayard, 1912, nouvelleÉcrit avec Pierre Souvestre. Devient Le Bouquet de Fantômas en 1934.
- Le Jockey masqué, Fayard, 1913, nouvelleÉcrit avec Pierre Souvestre. Devient Fantômas, roi du turf ! en 1934.
- Le Cercueil vide, Fayard, 1913, nouvelleÉcrit avec Pierre Souvestre. Devient Le Cercueil de Fantômas en 1934.
- Le Faiseur de reines, Fayard, 1913, nouvelleÉcrit avec Pierre Souvestre. Devient Fantômas contre l'amour en 1934.
- Le Cadavre géant, Fayard, 1913, nouvelleÉcrit avec Pierre Souvestre. Devient Le Spectre de Fantômas en 1934.
- Le Voleur d'or, Fayard, 1913, nouvelleÉcrit avec Pierre Souvestre. Devient Prisonnier de Fantômas en 1934.
- La Série rouge, Fayard, 1913, nouvelleÉcrit avec Pierre Souvestre. Devient Fantômas s'évade en 1934.
- L'Hôtel du crime, Fayard, 1913, nouvelleÉcrit avec Pierre Souvestre. Devient Fantômas accuse en 1934.
- La Cravate de chanvre, Fayard, 1913, nouvelleÉcrit avec Pierre Souvestre. Devient Le Domestique de Fantômas en 1934.
- La Fin de Fantômas, Fayard, 1913, nouvelleÉcrit avec Pierre Souvestre. Devient Fantômas est-il mort ? en 1934.

Après Pierre Souvestre
- Est-il ressuscité ?, Fayard, 1926, roman
- Fantômas, roi des receleurs, Fayard, 1926, roman
- Fantômas en danger, Fayard, 1926, roman
- Fantômas prend sa revanche, Fayard, 1926, roman
- Fantômas attaque Fandor, Fayard, 1926, roman
- Si c'était Fantômas ?, Fayard, 1933, roman
- Oui, c'est Fantômas !…, Fayard, 1934, roman
- Fantômas joue et gagne, Fayard, 1935, roman
- Fantômas rencontre l'amour, Fayard, 1946, roman
- Fantômas vole des blondes, Fayard, 1948, roman
- Fantômas mène le bal, Fayard, 1963, roman

#### SérieNaz-en-l'air
Écrit avec Pierre Souvestre
- Naz-en-l'air (1912)
- Le Secret de Naz-en-l'air (1912)
- L'Ongle cassé (1912)
- Les Tueuses d'hommes (1912)
- Le Mystérieux Clubman (1913)
- Le Roi des flics (1913)
- Évadé de bagne (1913)
- Espions de l'air (1913)
- Crimes d'empereur (1913)
- Haine de bandit (1913)
- L'Échéance fatale (1913)

#### SérieCommissaire Boulard
- Le Mort vivant, Paris, Société Parisienne d'Imprimerie, coll. « Rex » (no 2), 96 p., 15 x 23
- Suicidé !.. Par qui ?.., Paris, Société Parisienne d'Imprimerie, coll. « Rex » (no 4), 96 p., 15 x 23

#### SérieTigris
Cette série a été publiée initialement chez Ferenczi & fils. Après 1950, elle a été rééditée de manière remaniée et abrégée par les éditions Ventillard dans la collection Rex, chaque volume reprenant deux volumes.
Première publication :
- Tigris (1928)
- Cœur de bandit (1928)
- Âme d'amoureuse (1928)
- L'Audience rouge (1928)
- Rude se venge (1928)
- L'Impossible Alliance (1928)
- La Dame en violet (1928)
- L'Homme au masque de verre (1928)
- Qui? (1928)
- Une sainte (1928)
- Crime de femme (1928)
- Le Mariage de Léon Rude (1928)
- Matricule 227 (1929)
- Haut et court (1929)
- Le Fantôme rouge (1929)
- Le Troisième Squelette (1929)
- La Roulotte maudite (1929)
- Crucifiée (1929)
- Volonté d'Altesse (1929)
- L'Homme noir (1929)
- Villa des Glycines (1929)
- L'Instant tragique (1929)
- Le Fossoyeur de minuit (1929)
- Le Garage rouge (1930)
- Tigris vaincu (1938)
- Si c'était Tigris? (1950)

Réédition dans la Collection Rex :
- Âme d'amoureuse  (reprend les deux romans Âme d'amoureuse et Audience rouge), Paris, Société Parisienne d'Imprimerie, coll. « Rex » (no 28), 96 p., 15 x 23

#### Autres romans
- Les Mystères du métro, Paris, Ollendorff (1916), signé du pseudonyme Alain Darcel
- L'Aviateur inconnu, Paris Tallandier (1916)
- Le Courrier de Washington, Paris, La Renaissance du livre (1918)
- Les Mystère de Paris, Paris, Fayard (1922)
- L'Attaque du "Courrier de Lyon", Paris, Tallandier (1924)
- Monsieur personne, Paris La Technique du livre (1930), dont est tiré le film homonyme.

### Théâtre
- Gigolo, drame en cinq actes, Paris, Schaub-Barbré (1913), avec Pierre Souvestre
- Naz-en-l'air, drame en cinq actes, Paris, Schaub-Barbré (1913), avec Pierre Souvestre